# جزمة هسية
الهَسِّيّة هي نوع من الجزمات الخفيفة التي اشتهرت منذ بداية القرن التاسع عشر.
سُميت الجزمة بهذا الاسم نسبة لولاية هس الألمانية.